# 1937 في كندا
فيما يلي قوائم الأحداث التي وقعت خلال عام 1937 في كندا.

## سياسة

### تعيين في المنصب
- 6 أكتوبر – توماس كينيدي عضو برلمان مقاطعة أونتاريو.

## مواليد

### أبريل
- 3 أبريل – لورانس الدنماركي ممثل كندي.

### سبتمبر
- 12 سبتمبر – جورج كابالو

## وفيات

### يناير
- 23 يناير – ماري دان (مواليد 1896) ممثلة كندية.

### مارس
- 8 مارس – هوي مورينز (مواليد 1902) لاعب هوكي جليد كندي.

### أبريل
- 10 أبريل – جورج بايرز (مواليد 1872)

### يونيو
- 10 يونيو – روبرت بوردن (مواليد 1854)

### أكتوبر
- 14 أكتوبر – ميستريوس بيلي سميث (مواليد 1871) ملاكم كندي.